# أنطوني كونراد جورج
أنطوني كونراد جورج هو فنان غرينادي، ولد في 7 يناير 1938 في غرينادا.